# Аврам Дейвідсон
Аврам Джеймс Дейвідсон (англ. Avram James Davidson; 23 квітня 1923, Йонкерс, Нью-Йорк — 8 травня 1993 Бремертон, Вашингтон) — американський письменник єврейського походження, автор фентезі, наукової фантастики та детективної прози, а також інших творів, які не можна чітко віднести до певного жанру. Він був тричі нагороджений премією «Г'юго», премією «Локус» і Всесвітньою премією фентезі в царині фантастики. Серед його нагород також Всесвітня премія фентезі за пожиттєвий внесок, Королівська премія і премія імені Едгара Аллана По за найкраще оповідання.
Публікувався також під псевдонімами Аврам Аардваркссон (Avram Aardvark'sson), Еллері Квін (Ellery Queen), Карлтон Дж. Міллер (Carlton G. Miller).

## Життєпис
Аврам Дейвідсон народився в Йонкерсі, штат Нью-Йорк. Під час Другої світової війни був санітаром на американському флоті у Тихому океані .
Дейвідсон народився в 1923 році в Йонкерсі, штат Нью-Йорк, у родині євреїв. Дейвідсон вивчав антропологію в Нью-Йоркському університеті та служив медиком у Корпусі морської піхоти США на Тихому океані під час Другої світової війни . Після війни він спочатку продовжив навчання, але в 1948/49 році поїхав до Ізраїлю, щоб взяти участь у бойових діях на боці ізраїльської армії, які супроводжували заснування держави. Згодом розпочав свою письменницьку кар'єру як дослідник Талмудизму близько 1950 року. Як повідомлялося в той час у щоденній газеті «Йонкерс» від 20 лютого 1962 року «Геральд Стейтсмен», рабин Арнольд Вайнбергер обслуговував своє весілля з міс Гранією Калман, яке відбулося в домі Деймона Найта. Писати свої фантастичні твори почав приблизно з 1950-х років. Є автором цілої низки оповідань, кількох романів, повістей.
Це зробило його навернення до Тенрікьо в 1970-х роках несподіваним. Незважаючи на те, що Дейвідсон мав репутацію швидкого гніву, його друзі знали своєю щедрістю. Його перипатетичне життя та кар'єра, можливо, були пов'язані з небажанням закінчити розпочате. Його репутація серед читачів наукової фантастики та фентезі досягла піку в 1960-х роках, після чого у нього з'явилася група шанувальників, які (як у випадку з Р. А. Лафферті) підтримували його репутацію, особливо після його смерті.
Він був членом Гільдії фехтувальників і чаклунів Америки (SAGA), вільно згуртованої групи авторів героїчної фентезі, заснованої в 1960-х роках, деякі з чиїх творів були включені до антології Ліна Картера «Блимають мечі!».
Редагуючи Журнал «Фентезі & Сайнс фікшн», він жив у Мексиці, а пізніше в Британському Гондурасі (нині перейменований на Беліз). У 1970 році він жив у сільській місцевості Новато, на півночі округу Марін, Каліфорнія, але пізніше переїхав ближче до Сан-Франциско. У 1971 і 1972 роках він жив у невеликому будинку в Саусаліто, на південному кінці округу Марін, поруч із Сан-Франциско, і саме там приймали фанів і друзів. Наприкінці 1970-х років він недовго працював інструктором з творчого письма в Техаському університеті в Ель-Пасо. У свої останні роки він жив у штаті Вашингтон, у тому числі ненадовго перебував у Домі ветеранів у Бремертоні. Він помер у своїй крихітній квартирі в Бремертоні 8 травня 1993 року у віці 70 років. Поминальна служба відбулася в Газворкс-парку в Сіетлі.
У нього залишився син Ітан і його колишня дружина Гранія Дейвіс, яка продовжувала редагувати та випускати його неопубліковані твори до самої смерті.

## Художня література та статті
Дейвідсон написав багато оповідань для художніх журналів, починаючи з 1950-х років, після публікації своєї першої художньої літератури в часописі «Коментар» (англ. «Commentary») та інших єврейських інтелектуальних журналах.
Дейвідсон був активним фанатом наукової фантастики з підліткового віку. Його найвідомішими творами є його романи про Вьорджила Магуса, чарівника, якого середньовічна легенда створила з римського поета Вергілія; перегрінські романи, комічний погляд на Європу невдовзі після падіння Риму; історії Джека Лаймекіллера про канадця, який живе в уявній центральноамериканській країні, створеній за зразком Белізу в 1960-х роках; і історії доктора Естергазі, свого роду ще більш ерудованої особи Шерлока Холмса, що живе в міфічній Скіфії-Панонії-Трансбалканії, четвертій за величиною імперії в Європі, що занепала.
Менш відомі та не зібрані за життя його таємничі історії, які були зібрані після його смерті як «Розслідування Аврама Дейвідсона» . Ці таємничі історії часто мають історичне середовище та заплутаний сюжет. Крім того, Девідсон створив дві таємниці королеви Еллері, «І на восьмий день» і «Четверта сторона трикутника», а також збірку справжніх злочинів « Злочини та хаос».
Інші варті уваги роботи є його співпрацею. У «Джойлезі» (англ. «Joyleg, A Folly»), романі написаном у співпраці з Вордом Муром, ветеран Війни за незалежність США (і Повстання проти віскі) знайдений живим і здоровим у глушині Теннессі, виживаючи протягом століть завдяки щоденним замочуванням свого віскі власного створення, щоб весело зустріти світ 1960-х років. У книзі «Марко Поло і Спляча красуня», написаній у співавторстві з Гранією Дейвіс, історія подорожей Марко Поло Монгольською імперією запозичена для оригінальної історії. Після смерті Дейвідсона Гранія Дейвіс також закінчила «Бос у стіні», клаустрофобічний роман жахів, який мало схожий на твори будь-якого іншого письменника.
Дейвідсон також написав десятки коротких оповідань, які не підлягають класифікації та які неможливо чітко віднести до жанру, а також есе «Пригоди в неісторії». 'Adventures in Unhistory, які заглиблюються в такі загадки, як особистість короля-священика Джона, і пропонують їх вирішення. Його ранні історичні нариси були настільки ретельно розроблені, що деякі журнали навіть опублікували їх як фактичні звіти та есе ', навіть коли їх публікували журнали, які радо пропонували вигадку як факт. Пізніші есе були обмежені браком ресурсів у бібліотеках невеликих міст, де Дейвідсон жив у доінтернетну еру, але вони пожвавлені стилем і сміливими спекуляціями.
Коротка повість Дейвідсона «Або всі моря з устрицями», опубліковане в 1958 році, здобуло премію «Х'юґо» і дехто вважає джерелом не зовсім серйозної міської легенди про те, що велосипеди мають життєвий цикл, подібний до скріпки, який починається, а потім перетворюється на гачок для одягу і, нарешті, закінчується як велосипед. Англійський автор фентезі Террі Пратчетт використав цю ідею у своєму романі «Похмурий жнець» про Дискосвіт.
За збірку оповідань «Розпити доктора Естергазі» з чарівного паралельного світу ХІХ ст. На початку 20-го століття Дейвідсон отримав Всесвітню премію фентезі в 1976 році та знову в 1979 році за своє оповідання «Неаполь». У 1986 році він був відзначений за творчість свого життя ще однією Всесвітньою премією фентезі. У 1962 році він отримав премію імені Едгара Аллана По в категорії «Найкраще оповідання» за детективну повість «Афера в Лахорському кантоні» .
Творчість Дейвідсона відзначається сильним інтересом до історії, його сюжети часто обертаються навколо того, що спочатку може здатися другорядними подіями. Його характеристики також надзвичайно глибокі для фентезі, і часто збагачуються його слухом незвичайними акцентами.
Найбільш очевидними характеристиками Дейвідсона є його сюжет і стиль. В оповіданні Дейвідсона може бути дуже мало дії, оскільки він описує ситуації дуже детально й детально, а цей підхід часто не рекомендується для молодих письменників. Буває так, що Дейвідсон використовує довгі речення з незліченною кількістю ком і крапок з комою або використовує незначні відступи на початку розповіді. Успіх Дейвідсона з цими прийомами пояснюється його здатністю маніпулювати словами та структурою оповіді, великими знаннями та комічним поглядом на світ, який багато хто вважає ексцентричним.
В історії Дейвідсона може статися дуже мало, але він описав це докладно. Серед деталей приховані факти чи упущення, які згодом стають важливими для розв'язки історії. Особливо у своїх пізніших роботах Дейвідсон включив елементи, яких письменникам-початківцям наказано уникати, наприклад, багатосторінкові речення з півдюжиною двокрапок і крапок з комою або вочевидь нерелевантні відступи на початкових сторінках історії. Він багато очікує від своїх читачів, але багато їм дає.

## Цитати
«Аврам Дейвідсон зробив таку чудову роботу, використовуючи застарілі топоніми, і в нього були ці смішні маленькі європейські країни, яких насправді не існує, але якщо ви озирнетеся назад, він бере топонім із третього століття нашої ери або щось на зразок і сказав собі: „Припустімо, що це місце збереглося як сутність із такою назвою? Ось воно“. Девідсон був чудовим, чудовим письменником». — Джин Вулф
(«Аврам Дейвідсон зробив таку чудову роботу, використовуючи неіснуючі топоніми, і він має ці кумедні маленькі європейські країни, які більше не існують, але якщо ви озирнетеся назад, він використав топонім 300-го року нашої ери або щось подібне і сказав „Уявіть собі, якби це місце повністю збереглося з такою назвою! Ось воно“. Дейвідсон був чудовим, чудовим письменником».)

## Твори короткої форми (вибірково)
- Допоможіть! Я доктор Морріс Голдпеппер (Help! I Am Dr. Morris Goldpepper),
- Шостий сезон (The Sixth Season)
- Камера Монтаварде (The Montavarde Camera)
- Зло Короля (King's Evil)
- Жінка, яка думала, що вміє читати (The Woman Who Thought She Could Read)
- Тепер давай спати (Now Let Us Sleep)
- 'Я не чую вас, сер! (I Do Not Hear You, Sir)
- Вверх поближче та Дун сходами (Up the Close and Doun the Stair), або Володар грифів і шакалів
- Голем (The Golem)
- Царство Небесне (Саммерленд)
- Або всі моря з устрицями (Or All the Seas with Oysters)
- Вбивця репутації (Автор, Автор)
- Мого хлопця звуть желе (My Boy Friend's Name Is Jello)
- Велика Діана! (Great is Diana!)
- Інцидент у Гранті (The Grantha Sighting)
- Negra sum (Чорний я…) (Negra sum)
- Поки сонце сходить і трава росте (Or the Grasses Grow)
- Юрый Риг (Jury Rig),
- Мисливець за головами (The Bounty Hunter)
- Караван до Іллі (Caravan to Illiel)
- Інший волхв (The Other Magus)
- Нові зомбі (The New Zombies)
- Неспинний камінь (The Ceaseless Stone)
- Гарний нічний сон (A Good Night's Sleep)
- Остання заповідь (The Last Article)
- Сезон Гатчинсона (Hatching Season)
- Качка-приманка (The Decoy Duck)
- Перстень герцога Паскуале (Duke Pasquale's Ring)
- Мілорд сер Сміт, англійський маг (Milord Sir Smiht, the English Wizard)